# Говорим по-русски
«Говорим по-русски» — образовательная интерактивная передача-игра, посвящённая русскому языку и его особенностям.

## О программе
Выходит с 1998 года на радио «Эхо Москвы» после «Детской площадки».
Программа выходит при поддержке Федерального агентства по печати и массовым коммуникациям.

## Ведущие программы
Программу вели Ксения Ларина, Ольга Северская, Марина Королёва (зам. главного редактора, автор еженедельной колонки в «Российской газете», посвящённой русскому языку, ведущая программы «Говорим без ошибок» на детском телеканале «Бибигон»).
Ведущие отвечают на вопросы, связанные с происхождением, написанием и правильным употреблением слов. Слушателям, в свою очередь, также предлагается ответить на вопросы по русскому языку. За правильный ответ слушатели получают призы — книги и словари.

## История
Рубрику о современном сленге «Ксеня по фене» вела Ксения Туркова.